# Reprezentacja Nigerii U-17 w piłce nożnej mężczyzn
Reprezentacja Nigerii U-17 w piłce nożnej jest juniorską reprezentacją Nigerii zgłaszaną przez NFF. Mogą w niej występować wyłącznie zawodnicy posiadający obywatelstwo nigeryjskie, urodzeni w Nigerii lub legitymujący się nigeryjskim pochodzeniem i którzy w momencie przeprowadzania imprezy docelowej (finałów Mistrzostw Afryki lub Mistrzostw Świata) nie przekroczyli 17. roku życia.

## Sukcesy
- Mistrzostwa świata U-17
  - 1. miejsce (5 razy): 1985, 1993, 2007, 2013, 2015
  - 2. miejsce (3 razy): 1987, 2001, 2009
- Mistrzostwa Afryki U-17
  - 1. miejsce (2 razy): 2001, 2007
  - 2. miejsce (2 razy): 1995, 2013
  - 3. miejsce (1 raz): 2003

## Występy w mistrzostwach świata
- 1985: 1. miejsce
- 1987: 2. miejsce
- 1989: Ćwierćfinał
- 1991: Nie zakwalifikowała się
- 1993: 1. miejsce
- 1995: Ćwierćfinał
- 1997: Nie zakwalifikowała się
- 1999: Nie zakwalifikowała się
- 2001: 2. miejsce
- 2003: Faza grupowa
- 2005: Nie zakwalifikowała się
- 2007: 1. miejsce
- 2009: 2. miejsce
- 2011: Nie zakwalifikowała się
- 2013: 1. miejsce
- 2015: 1. miejsce

## Występy w mistrzostwach Afryki
- 1995: 2. miejsce
- 1997: Nie brała udziału
- 1999: Faza grupowa
- 2001: 1. miejsce
- 2003: 3. miejsce
- 2005: Faza grupowa
- 2007: 1. miejsce
- 2009: Nie zakwalifikowała się
- 2011: Nie zakwalifikowała się
- 2013: 2. miejsce
- 2015: 4. miejsce